# Stoccafisso

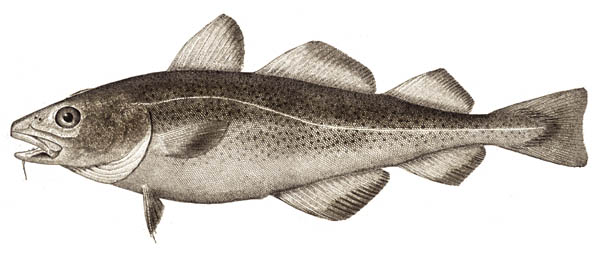
Gadus morhua, merluzzo artico norvegese

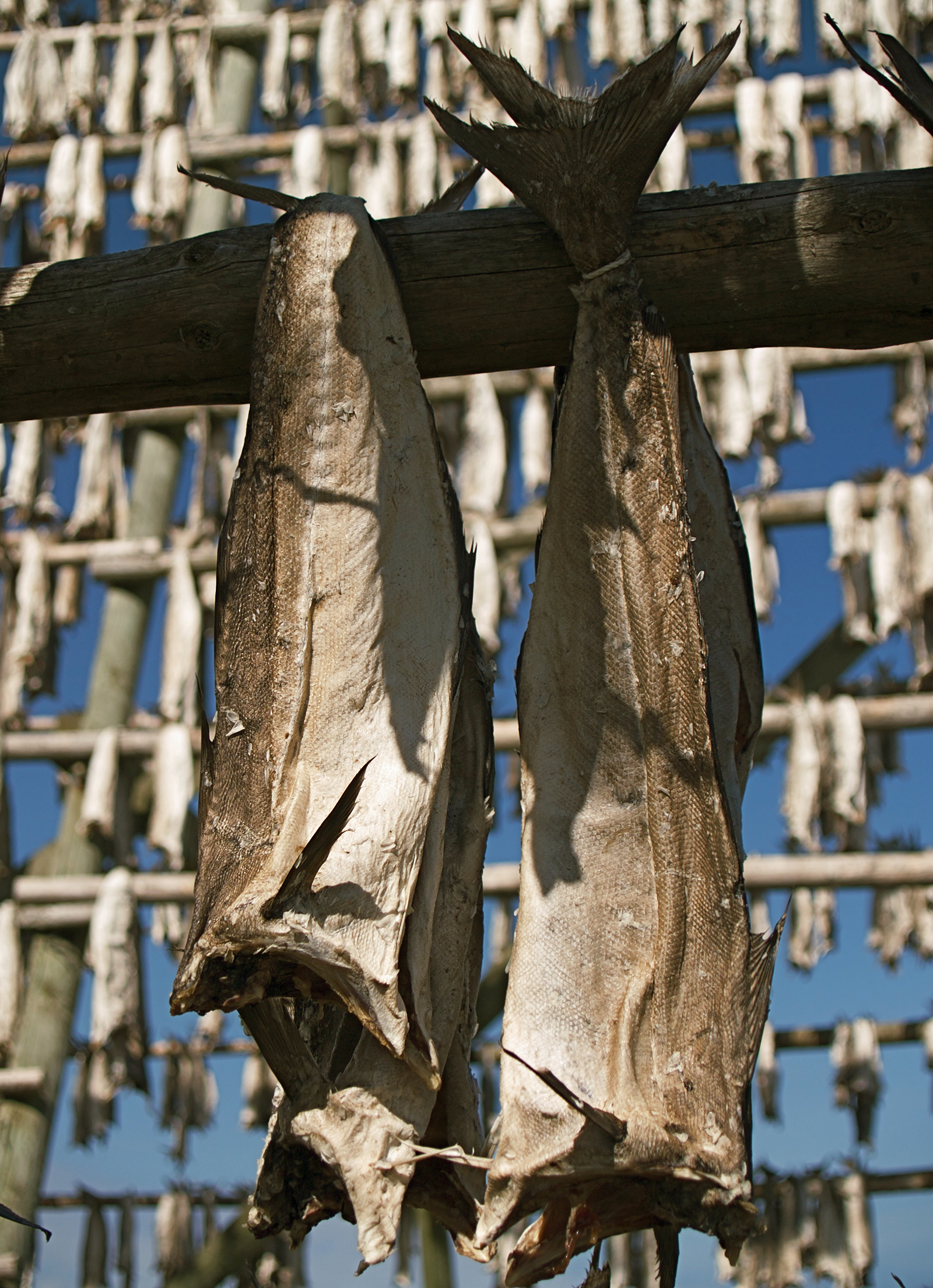
Stoccafisso messo ad essiccare in Norvegia

Lo stoccafisso (in alcune zone dell'Italia centrale e meridionale detto pescestocco o semplicemente stocco) è il merluzzo nordico bianco conservato per essiccazione naturale senza l'uso del sale. Con la denominazione stoccafisso può essere commercializzato solo se il prodotto deriva dalla specie Gadus morhua. La tecnica di conservazione è tuttavia applicabile anche per il Gadus macrocephalus e altre specie di merluzzo o pesci dalle carni bianche, creando una moltitudine commerciale di merluzzi essiccati di vario genere e qualità; per tale motivo, il termine più corretto è stoccafisso norvegese.
Lo stoccafisso viene prodotto unicamente in Norvegia, principalmente sulle isole Lofoten, e solo nei mesi invernali, periodo in cui i merluzzi nordici bianchi arrivano nei mari limitrofi per deporre le uova e le condizioni climatiche sono favorevoli per l'essiccazione.

## Etimologia
Il nome potrebbe derivare dal norvegese stokkfisk oppure dall'olandese antico stocvisch, cioè "pesce a bastone", secondo altri dall'inglese stockfish, cioè "pesce da stoccaggio" (scorta, approvvigionamento); altri ancora sostengono che pure il termine inglese sia mutuato dall'olandese antico, con lo stesso significato di "pesce bastone".

## Legislazione italiana
Come da decreto ministeriale lo stoccafisso non va confuso con il baccalà ovvero merluzzo nordico grigio (Gadus macrocephalus) preparato per la conservazione tramite salagione, né con altri tipi di pesce salato, tantomeno con altre specie di merluzzo essiccati.

## Origini

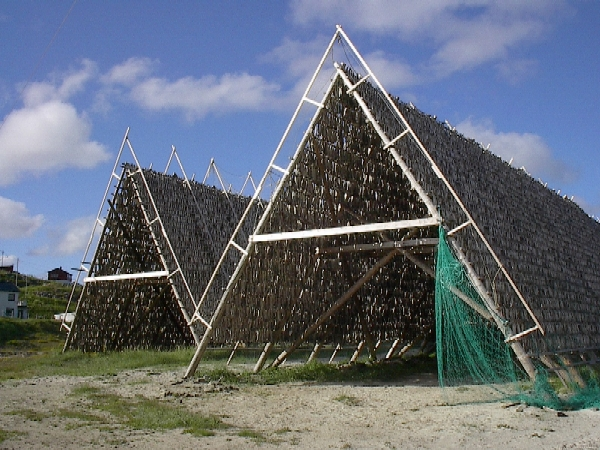
Uno hjell, il supporto per l'essiccazione del pesce, in Norvegia

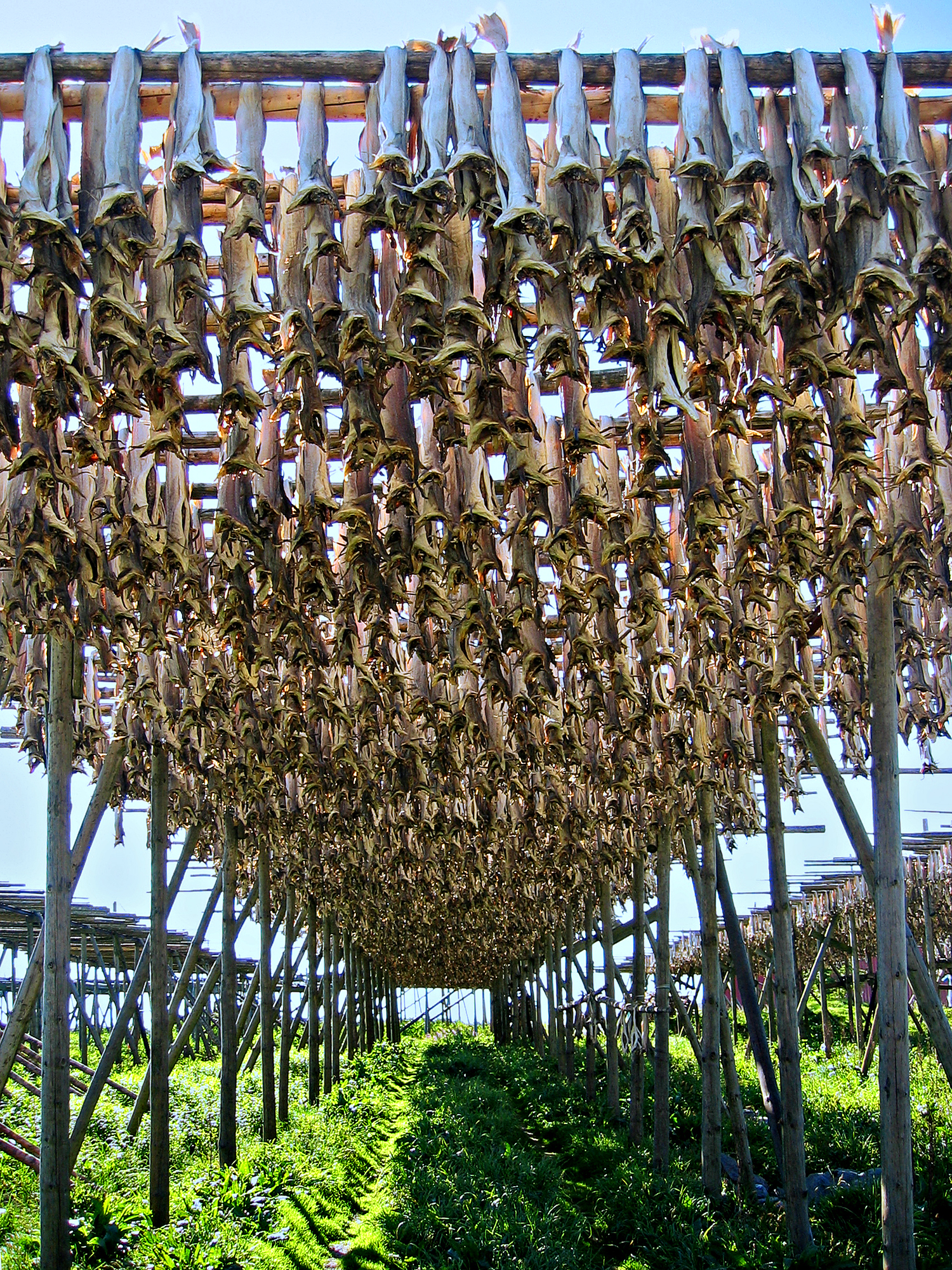
Stoccafisso in essiccazione alle isole Lofoten

L'essiccazione naturale è uno dei più antichi metodi di conservazione del cibo. Vi sono documenti che attestano questa pratica nei Mari del Nord sin dai tempi di Carlo Magno (IX secolo). Il pesce secco ottenuto in questo modo può conservarsi anche per anni ed è facilmente trasportabile e commercializzabile. Fu proprio questa facile conservazione a bordo delle navi a farlo diventare il principale alimento dei Vichinghi. Le prime notizie sull'arrivo in Italia dello stoccafisso risalgono proprio al tempo dei Normanni in Sicilia.
I veneziani erano grandi navigatori e portavano in patria ogni novità: la più diffusa versione dei fatti sostiene che nel 1432 la spedizione agli ordini del capitano veneziano Pietro Querini naufragò in Norvegia, sull'isola di Røst, a sud delle Isole Lofoten. Per sopravvivere l'equipaggio superstite imparò a nutrirsi di questi grossi pesci, venendo ben presto in contatto con le popolazioni locali. Rientrando a casa il capitano Querini portò gli stoccafissi, che nel Triveneto e negli altri territori un tempo appartenenti alla Serenissima sono chiamati bacalà (mentre il baccalà nel resto d'Italia, tranne nelle serenissime Brescia e Bergamo, indica un merluzzo conservato sotto sale).
A metà del Cinquecento inizia la diffusione del merluzzo secco anche nella parte meridionale della penisola, come in Calabria, importato dal porto di Napoli; le prime notizie documentate sono datate 1561. 
Lo stoccafisso nell'Italia rinascimentale era quindi ampiamente conosciuto e consumato nella Serenissima Repubblica di Venezia e iniziava a diffondersi, oltre che nel Regno di Napoli, anche nella Repubblica di Genova.

## Conservazione
Lo stoccafisso è un alimento ricco di proteine, vitamine, sali di ferro e di calcio.
La preparazione dello stoccafisso è paragonabile per certi versi a quella di altri prodotti alimentari stagionati, come i prosciutti o i formaggi.
Il pesce viene preparato immediatamente dopo la cattura. Dopo averlo decapitato e pulito, viene essiccato intero o aperto lungo la spina dorsale, lasciando le metà unite per la coda.
Il pesce viene quindi messo sui supporti e lasciato all'aria aperta da febbraio a maggio; il clima freddo e secco tipico di quei mesi nella penisola scandinava - l'ideale è una temperatura appena sopra gli zero gradi, senza pioggia - protegge il pesce dagli insetti e dalla contaminazione batterica. L'eccesso di gelo è invece da evitare, perché facendo gelare l'acqua residua, forma cristalli di ghiaccio che distruggono le fibre del pesce.
È importante che i merluzzi non vengano a contatto tra loro e con i tronchi delle rastrelliere, pena la formazione di macchie che ne ridurrebbero la qualità, che non abbiano macchie di sangue e di muffa o residui di fegato all'interno: questo è compito del selezionatore, in norvegese vrakeren, il quale arriva a suddividere fino a 30 categorie. Per via del clima particolarmente adatto, lo stoccafisso considerato migliore è quello proveniente dalle isole Lofoten ove si pescano merluzzi della specie Gadus morhua.
Dopo circa tre mesi all'aperto, lo stoccafisso matura per altri 2-3 mesi al chiuso, in un ambiente secco e ben ventilato. Al termine dell'essiccamento, il pesce ha perso circa il 70% del suo contenuto originario di acqua, ma ha mantenuto i suoi principi nutritivi.
Infine per il consumo viene "ammollato": messo a bagno per almeno tre giorni in acqua corrente affinché si ammorbidisca, viene quindi pestato per rompere le spine e pulito.

## Esportazione e mercato dello stoccafisso

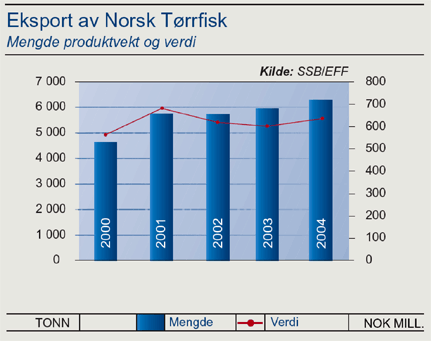
Esportazione di stoccafisso norvegese tra il 2000 e il 2004

La maggior parte dello stoccafisso è esportato verso l'Italia (oltre due terzi). In Italia è molto diffuso in Veneto e nella parte meridionale della Calabria. Lo stoccafisso è ingrediente di numerosi piatti, anche molto diversi fra loro. Diverse sono anche le lavorazioni che può subire, anche in base alle dimensioni di partenza: se si tratta di un pezzo sottile, prima della vendita viene rullato e battuto per facilitare il rinvenimento; se invece il pezzo è più spesso, viene fatto rinvenire in acqua intero e poi tagliato. Oltre che in Veneto e Calabria lo stoccafisso è consumato anche in Liguria, Sicilia, Marche (soprattutto Ancona), e Toscana (soprattutto a Livorno).
Lo stoccafisso di qualità inferiore invece è spesso destinato alla produzione di mangimi e alimenti per animali.

## Piatti a base di stoccafisso
Lo stoccafisso si presenta di colore biancastro e sapore corposo, di forma caratteristica del merluzzo. È un alimento concentrato e gustoso: un chilogrammo ha un contenuto energetico equivalente a cinque chilogrammi di merluzzo fresco; è altamente digeribile e adatto a qualunque dieta; povero di grassi, è ricco di proteine, vitamine e sali minerali.

### Lutefisk norvegese

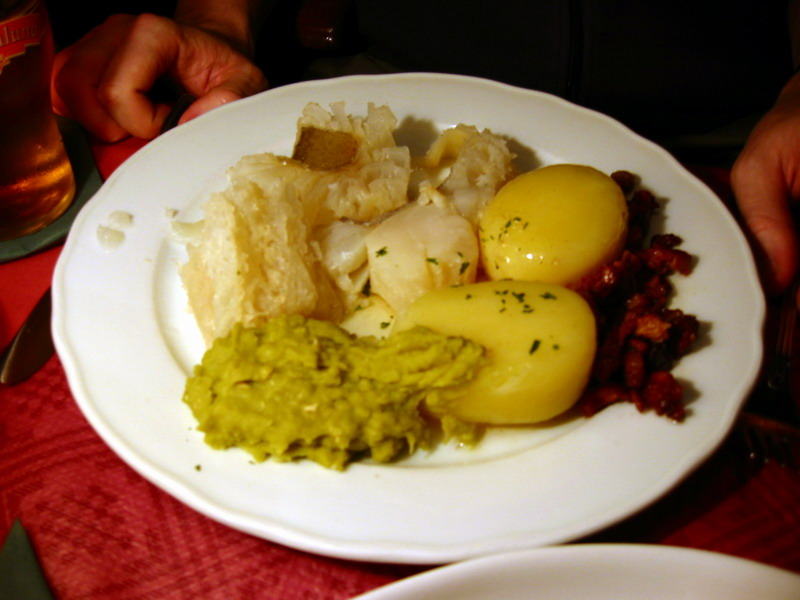
Tipico Lutefisk (in alto a sinistra nel piatto) servito con patate, purè di piselli e bacon

Il lutefisk è il più tipico piatto preparato in Norvegia, Svezia e alcune regioni degli Stati Uniti a partire dallo stoccafisso. Il nome deriva da lut che significa soda caustica e fisk ovvero pesce.
La prima descrizione di una ricetta del lutefisk, scritta per il re Gustavo I di Svezia risalirebbe al XVI secolo, ma Henry Notaker, autore dell'enciclopedia Apetittleksikon scrive che le prime notizie storiche di questa ricetta risalgono a non prima del XVIII secolo.
La preparazione prevede una lavorazione di 14 giorni prima della cottura: inizialmente il pesce è lasciato in acqua per sei giorni, in seguito viene posto in una soluzione di idrossido di sodio per due giorni. Tale trattamento determina la parziale denaturazione delle proteine, il cui contenuto diminuisce del 50%, e fa sì che il prodotto assuma una consistenza gelatinosa. In questa fase della lavorazione è velenoso e per poter essere consumato deve subire un secondo ammollo di 6 giorni, durante i quali l'acqua viene cambiata frequentemente per allontanare la soda caustica. A questo punto il lutefisk può essere cucinato e servito.
Tradizionalmente la preparazione inizia nel mese di novembre e si serve nel periodo delle festività natalizie. In Norvegia il lutefisk pronto all'uso si trova comunque in commercio tutto l'anno, anche in forma congelata. La cottura del lutefisk in forno richiede circa 40 minuti; si tratta quindi un piatto di relativamente facile preparazione.

### Piatti veneti

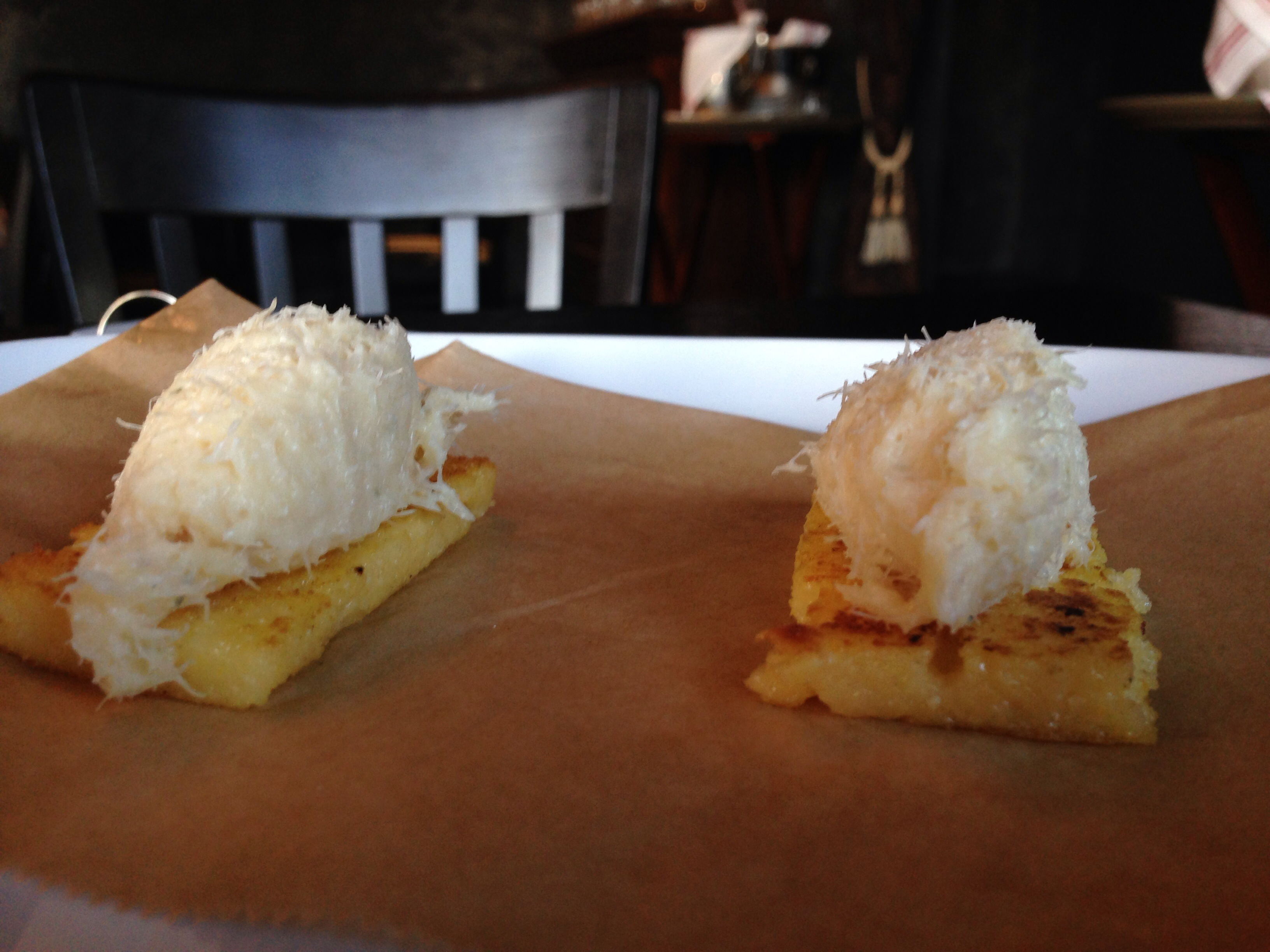
Cicchetti veneziani con baccalà mantecato su un letto di polentina fritta

I veneti, fin dalla sua introduzione nel Quattrocento, quando il veneziano Pietro Querini lo portò a Venezia dalle Isole Lofoten, videro nello stoccafisso un'allettante alternativa al pesce fresco, costoso e facilmente deperibile. Nacquero allora varie ricette: in particolare ancora oggi sono apprezzati l'elegante e raffinato baccalà mantecato, originato a Venezia, ma anche altri, tra questi il baccalà alla vicentina. È da notare che nonostante il loro nome, l'ingrediente di queste ricette è lo stoccafisso, che in Veneto e nell'area della dominazione veneziana viene però chiamato baccalà.
La ricetta del Baccalà Mantecato alla veneziana è preservata e promossa dalla Dogale Confraternita del Baccalà Mantecato. Fondata con lo scopo di mantenere viva l'autenticità di questo piatto veneziano, la Confraternita si dedica all'educazione sulle tecniche di preparazione autentiche e riconosce quei locali che seguono strettamente la tradizione attraverso un sistema di certificazione.
La ricetta del baccalà alla vicentina (Bacałà a ła Vixentina), una delle più conosciute e apprezzate della cucina vicentina, è tramandata di generazione in generazione e in ogni famiglia vi sono uno o più piccoli accorgimenti segreti, custoditi gelosamente. Lo stoccafisso dev'essere di eccellente qualità: la migliore è considerata quella Ragno che proviene dalle Isole Lofoten in Norvegia. Deve essere pestato, messo a bagno per tre giorni in acqua, perché si ammorbidisca, poi pulito, quindi viene tagliato a grossi pezzi, infarinato e cotto a lungo a fuoco lentissimo (si dice che il baccalà deve pipare) in un tegame di coccio con abbondante cipolla, ricoperto di latte e olio di oliva in uguali quantità, avendo cura di non rompere i pezzi nel mescolarlo.

### Stoccafisso all'anconitana
Lo stoccafisso all'anconitana è uno dei piatti tipici della città di Ancona, anzi da molti è considerato il suo simbolo gastronomico. Esiste in città un'accademia dello stoccafisso all'anconitana, che ne protegge la tradizione e organizza annualmente gare di bravura alle quali partecipano i vari ristoranti della città. Ancona ha da qualche anno stabilito rapporti regolari con le isole norvegesi dalle quali proviene la materia prima del suo piatto più celebre.
Può sembrare paradossale che una città sede di uno dei porti pescherecci più importanti d'Italia abbia eletto a sua pietanza rappresentativa lo stoccafisso che proviene dalle Isole Lofoten norvegesi. In realtà le navi di Ancona si spingevano fino alle città anseatiche e non di rado risalivano i fiordi norvegesi e per non fare il viaggio di ritorno senza carico importavano grandi quantità di stoccafisso, specialmente dopo il Concilio di Trento, quando era precetto il mangiar di magro in vigilie e durante la Quaresima.
La qualità usata è "ragno", considerata la migliore. Lo Stoccafisso all'anconitana è caratterizzato da una lunghissima cottura, dalla presenza di patate in pezzi grossi e da una grande abbondanza di vino e olio di frantoio. Nella variante all'imbriagona la quantità di vino è notevole. Il sugo viene utilizzato anche come condimento per paste o polenta o pizza.

### Pesce stocco Messinese e Reggino

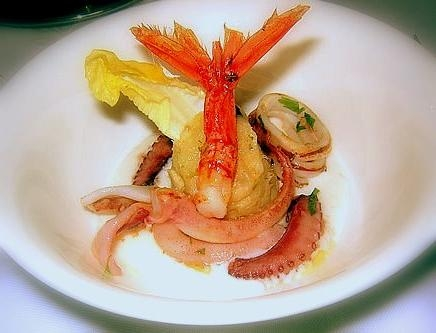
Stoccafisso alla messinese

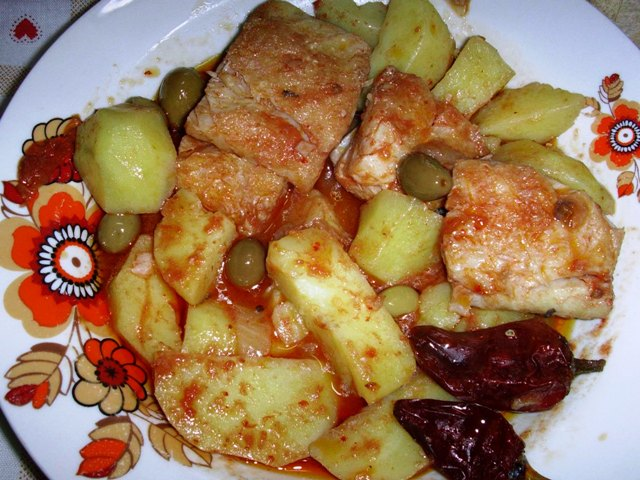
Stocco alla mammolese - Piatto tipico di Mammola e della Calabria

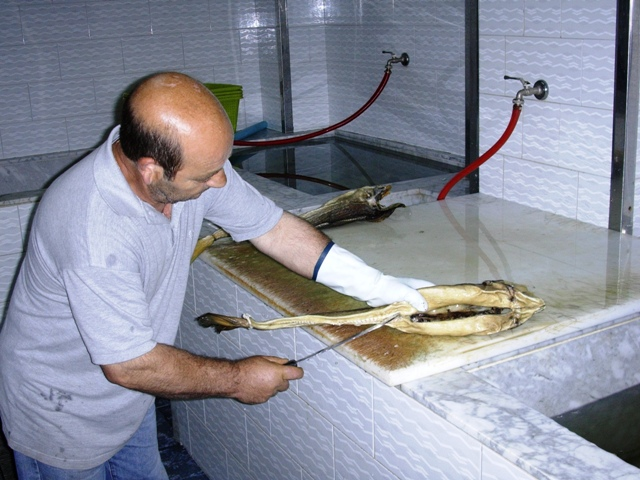
Lavorazione artigianale dello Stocco di Mammola

Il pesce stocco (u pisci stòccu) (o semplicemente stocco) costituisce la base di molti piatti tipici delle province di Messina e Reggio Calabria.
A Messina fu introdotto dai Normanni, "eredi dei Vichinghi", già nell'XI secolo. Nel Seicento furono soprattutto le navi olandesi a importare stoccafisso nei porti del Mediterraneo.
Anche nel reggino (specialmente a Cittanova e Mammola) c'è una ricca tradizione del pesce stocco, soprattutto per la vicinanza con Messina che storicamente ha sempre vantato per moltissimi secoli un porto molto importante nel Mediterraneo.
Con il terremoto di Messina del 1908 la tradizione dello stoccafisso venne rinnovata, grazie alle navi norvegesi che arrivarono nel porto di Messina a soccorrere le popolazioni di Messina e di Reggio, portando con sé anche il loro famoso prodotto
.
Lo Stocco calabrese è ancora oggi quello prodotto a Mammola, il "Paese dello Stocco", come viene chiamato (tanto da aver ottenuto a livello regionale e nazionale il massimo riconoscimento dal Ministero delle Politiche Agricole e Forestali  con l'inserimento nell'elenco dei Prodotti agroalimentari tradizionali italiani).
Altro importante centro di eccellenza per la preparazione del pesce stocco è Cittanova,  nella Piana di Gioia Tauro .
Lo stoccafisso viene importato dalla Norvegia e trattato con le acque aspromontane dello Zomaro per ammorbidirlo e renderlo più gustoso.

#### Ricette locali
La materia prima, lo stoccafisso, deve essere di eccellente qualità (la migliore è considerata quella Ragno, proveniente dalle Isole Lofoten in Norvegia, che arrivò per primo nel porto di Messina). Messo a bagno per almeno tre giorni in acqua corrente affinché si ammorbidisca, viene poi pestato e pulito, quindi può essere preparato in molti modi, secondo le varie tradizioni della gastronomia siciliana e calabrese dello stretto di Messina:
- Insalata di Stocco (‘nsalata di stoccu)
- Bucatini con lo Stocco (bucatini cu u stoccu)
- Frittata di Stocco (frittata di stoccu)
- Frittelle di Stocco (fritteji di stoccu)[17]
- Melanzane ripiene con lo Stocco (melangiani chijni cu u stoccu)
- Piscistoccu alla trappitara (stoccafisso alla frantoiana)
- Polpette di Stocco (pruppetti di stoccu)
- Ravioli con lo Stocco (pasta chijna cu u stoccu)
- Risotto con lo Stocco (risu cu u stoccu)
- Stocco arrostito (stoccu 'arrustutu)
- Stocco al forno (stoccu au furnu)
- Stocco alla ghiotta (stoccu a ghiutta) (prodotto tipico soprattutto della ex provincia di Messina)[18]
- Stocco alla mammolese (stoccu a mammulisi)
- Stocco e patate (stoccu e patati)[19]
- Stocco con funghi (stoccu cu i fungi)
- Stocco e fagioli (stoccu e suriaca)
- Stocco fritto (stoccu frittu)
- Ventresche ripiene (trippiceji chijni)
- Zeppole con lo Stocco (zzippuli cu u stoccu)

La tradizione radicata vuole che, quasi come fosse un precetto, le famiglie consumino lo stocco il Venerdì Santo e la vigilia di Natale. Un'altra tradizione locale vuole che lo stocco si usi come regalo, molti emigrati infatti al rientro dalle ferie lo portano per regalarlo e per consumo personale.
Sempre secondo la tradizione era (ed è) usanza che il proprietario del frantoio (trappitu) delle olive offrisse ai lavoranti un pranzo a base di stoccafisso, cipolle, pomodori e patate in occasione della "criscita" dell'olio, cioè quando, alla fine di ogni ciclo di lavorazione, si separava l'olio d'oliva dall'acqua di lavorazione. L'usanza, mai abbandonata, oggi a Reggio Calabria si è trasferita nei cantieri edili quando, dopo la "posa" dell'ultima soletta, viene issata la bandiera tricolore sul tetto dell'edificio.
In provincia di Reggio Calabria si svolgono due eventi che hanno come protagonista il Pesce Stocco, considerati per la loro tipicità tra le più importanti manifestazioni di gastronomia della Calabria, richiamando annualmente migliaia di estimatori e turisti:
- a Mammola (sin dal 1978) il 9 Agosto si svolge la tradizionale Sagra dello Stocco, considerata una delle più importanti manifestazioni della Calabria e d'Italia.
- a Cittanova, sempre nel mese di agosto, si tiene la Festa nazionale dello Stocco.

Allo stesso modo, lo Stocco messinese è considerato uno dei piatti più importanti della gastronomia siciliana e viene consumato sulle tavole della Sicilia orientale e non solo.

### Stoccafisso in Liguria (PAT)
La Liguria ha inserito lo stoccafisso (in ligure stochefiscie, anche abbreviato, stocche) nell'elenco dei prodotti agroalimentari tradizionali: in questa regione il prodotto è conosciuto a partire dal XVII secolo grazie ai commerci con i Portoghesi. Particolarmente noto è lo "stoccafisso alla badalucchese", dal comune di Badalucco, situato nella Valle Argentina, nell'entroterra ligure. La tradizione vuole che gli abitanti della costa vi si fossero rifugiati per salvarsi dai Saraceni e che grazie allo stoccafisso siano riusciti a sostenere l'assedio.
Da sempre il consumo di questo alimento è largamente diffuso tra le popolazioni liguri. Tra i piatti più conosciuti della cucina ligure ricordiamo lo stoccafisso accomodato o stoccafisso in buridda.
Il brandacujun è una pietanza tipica della Riviera di Ponente a base di patate e stoccafisso.

## Composizione alimentare media dello stoccafisso
La composizione alimentare media dello stoccafisso, ogni 100 grammi di parte edule, è la seguente:
| Tipo                 | Acqua (g) | Proteine (g) | Lipidi (g) | Glicidi (g) | Calcio (mg) | Fosforo (mg) | Ferro (mg) | Sodio | Potassio |
| -------------------- | --------- | ------------ | ---------- | ----------- | ----------- | ------------ | ---------- | ----- | -------- |
| Stocafisso secco     | 20,10     | 78,50        | 1,40       | -           | 160         | 450          | 2,50       | 500   | 1500     |
| Stocafisso ammollato | 78,40     | 20,70        | 0,90       | -           | 20          | 200          | 1,00       | -     | -        |

| Tipo                 | Vitamina B1 (mg) | Vitamina B2 (mg) | Vitamina PP(mg) | Calorie |
| -------------------- | ---------------- | ---------------- | --------------- | ------- |
| Stocafisso secco     | 0,09             | 0,18             | 20              | 327     |
| Stocafisso ammollato | 0,07             | 0,04             | 4,60            | 91      |

In media la parte edule dello stoccafisso è il 78% del peso per quello secco e l'85% per quello ammollato.